# Astrología de horóscopos

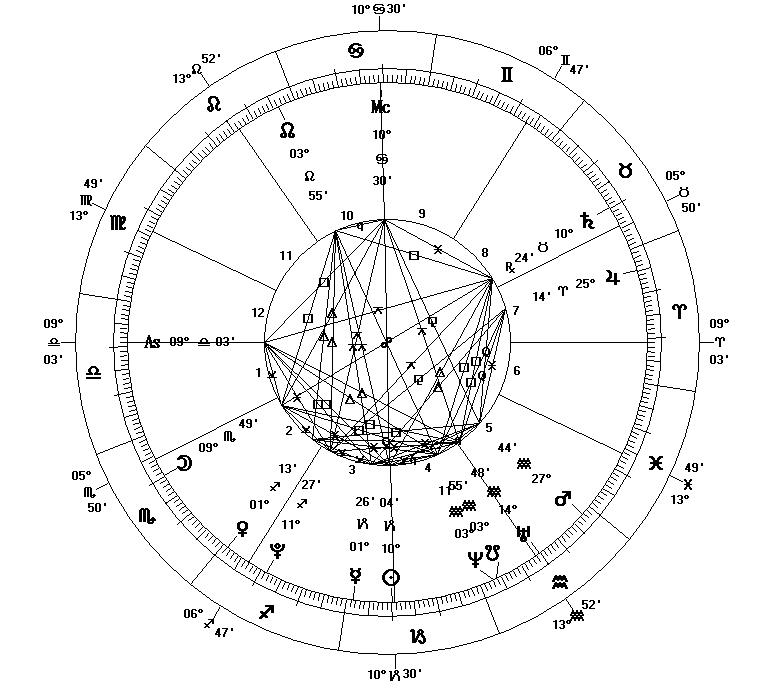
Carácter astrologico

La astrología de horóscopos es una forma de astrología que emplea un horóscopo, es decir, una representación visual del cielo en un momento concreto, con el fin de interpretar el significado subyacente e inherente a la posición de los planetas en ese instante. La idea es que la posición de los planetas en cualquier momento dado en el tiempo refleja la naturaleza de ese momento, y especialmente la del nacido entonces, lo cual se puede analizar empleando la carta natal y varias reglas para interpretar el «lenguaje» o los símbolos que contiene.
Una de las características definitorias de este tipo de astrología que la distingue de otras tradiciones es el cómputo del grado del Horizonte Este que se alza sobre el plano de la eclíptica en ese momento específico, lo que se conoce como ascendente. Por lo general, cualquier sistema astrológico que no emplee el ascendente no puede clasificarse como astrología de horóscopos, aunque existen excepciones.

## Aspectos generales
Basándose en fuentes literarias, se piensa que la astrología de horóscopos apareció por primera vez en la región del Mediterráneo, probablemente en el Egipto helenístico, en algún momento en torno al II milenio o I milenio a. C. En la antigua astrología helenística, el ascendente determinaba la primera casa celeste de una carta natal, y la palabra griega que significaba «ascendente» era horóskopos, palabra que ha dado horóscopo en otras lenguas, como el español, el inglés y el francés y que en su sentido moderno hace referencia al diagrama celeste en su conjunto. La astrología también se practicaba en la India medieval (Jyotish) en su forma moderna.
Se puede resumir la astrología de horóscopos como la práctica de levantar una carta natal que refleja las posiciones aparentes de una serie de cuerpos celestes y lugares en el cielo desde la perspectiva del sujeto en un momento dado en el tiempo. La aplicación más prevalente de la astrología de horóscopos es para analizar las cartas natales de los individuos, con el objetivo de leer su carácter, sus rasgos psicológicos y, hasta cierto punto, el destino. En teoría, sin embargo, un horóscopo se puede levantar para el comienzo de cualquier entidad, incluyendo organizaciones, países, animales e incluso objetos (por ejemplo, barcos, coches y aviones).

## Ramas de la astrología de horóscopos
Existen cuatro ramas principales de astrología de horóscopos:

### Astrología natal
La astrología natal, también conocida como astrología natalicia, es el sistema astrológico basado en el concepto de que la personalidad o el rumbo vital de cada individuo se puede determinar construyendo una carta natal para la fecha, la hora y la ubicación exacta del nacimiento de una persona. La astrología natal se puede encontrar tanto en la tradición oriental como en la occidental.

### Astrología mundana
La astrología mundana, también conocida como astrología política, es la aplicación de la astrología a los eventos y asuntos mundiales; toma su nombre del latín Mundus 'mundo'. La astrología mundana es una rama de la astrología judicial, y los historiadores astrológicos afirman que es la rama astrológica más antigua. Muchos astrólogos mundanos de todos los tiempos también creen en las correlaciones entre los fenómenos geológicos (terremotos, erupciones volcánicas, etc.) y los fenómenos astrológicos (movimiento de los cuerpos celestes en relación con la Tierra).

### Astrología electiva
La astrología electiva se basa en determinar el momento más auspicioso para comenzar una empresa o un asunto económico, como fundar un negocio o una organización. Tiene en cuenta tanto la o las personas implicadas como el lugar donde se llevará a cabo la acción, y sugiere el mejor momento para llevar a cabo esa actividad.

### Astrología horaria
La astrología horaria es un método mediante el cual un astrólogo intenta responder a una pregunta específica construyendo un horóscopo para el momento y lugar precisos en los que se formuló la pregunta. La respuesta puede ser simplemente «sí» o «no», pero, en general, suele poseer matices más complejos, como por ejemplo las motivaciones del que pregunta, las motivaciones de las demás personas implicadas en el asunto y las opciones disponibles.